# Abena Osei Asare
Pour les articles homonymes, voir Osei et Asare.
Abena Osei Asare (née le 16 janvier 1979) est une femme politique ghanéenne et actuellement membre du Parlement pour la circonscription d'Atiwa Est (en),,,.  

## Éducation
Abena Osei Asare est élève à la Wesley Girls High School de Cape Coast (1995-1997), et poursuit ses études supérieures à l'université du Ghana, où elle a étudié l'économie et la géographie. Elle est membre de l'ACCA et possède un certificat en négociation auprès de l'ACI (Financial Markets Association).

## Carrière
Abena Osei Asare a travaillé en tant que directrice adjointe de l'université de New York au Ghana de 2004 à 2007, puis en tant que chef d'équipe client (2007-2009) et revendeur pour le département du Trésor (2009-2012) à la Barclays Bank Ghana Limited. Elle est devenue membre du Nouveau Parti patriotique en 2000, et est candidate de ce parti pour le mandat de député de la nouvelle circonscription Atiwa Est lors des élections législatives de 2012,.

## Carrière politique
Abena est élue en 2013, puis elle est réélue comme députée du Nouveau Parti patriotique pour la circonscription d'Atiwa Est lors des élections générales ghanéennes de 2016. Elle a battu le candidat Asante Foster du Congrès démocratique national en obtenant 17 399 votes sur les 22 486 exprimés, soit 77,81% du total des votes validés,,.

## Voir également
- Liste des députés élus aux élections législatives ghanéennes de 2012 (en)
- Nouveau Parti patriotique